# Gégerák
A gégerák – más nevei: a gége rákja, vagy gégecarcinoma. A gégerákok többsége laphámsejtes rák, amiben kifejeződik az, hogy laphámsejtek alkotják a gége hámjának túlnyomó részét. A rák a gége ’’(larynx)’’ bármelyik részéből kiindulhat, de a gyógyulási esélyeket befolyásolja a daganat elhelyezkedése. A daganatok stádiumbeosztása szempontjából  a gégét három anatómiai részre osztják: ezek a ’’glottis’’ (a valódi hangszalagok (plica vocalis) és az elülső és hátsó kapcsolódásuk (commissura anterior et posterior)); a ’’supraglottis’’ gégefedő (epiglottis), kannaporcok (cartilago arytenoidea),  az aryepiglottikus redők (plica aryepiglottica mediana et laterales) és az álhangszalagok (plica ventricularis); és a ’’subglottis’’.
A legtöbb gégerák a ’’glottis’’-ból ered. A ’’supraglottis’’ rákjai ritkábbak, és a legkevesebb rák a ’’subglottis’’ területén fordul elő. A gégerák közvetlenül ráterjedhet a környező anatómiai képződményekre, áttéteket adhat a tájék nyaki nyirokcsomóiba, vagy a véráram útján a távolabbi testrészekbe. A távoli áttétek közül a leggyakoribb a tüdőkben képződő metasztázis.

## Kockázati tényezők

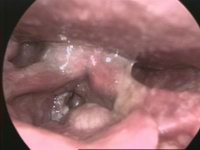
Gégerák – endoszkópos kép

A gégerák legfontosabb kockázati tényezője a dohányzás. A legerősebb dohányosok között a gégerák okozta halálozás valószínűsége 20x nagyobb, mint a nemdohányzóknál. A tartósan nagy mennyiségű alkoholos italokat, különösen a tömény italokat fogyasztók kockázata szintén jelentős. A két tényező együttes megléte egymást erősítő (szinergista) hatású. Néhány további kockázati tényezőnek tartott körülmény részben szintén a tartós dohányzással és alkoholfogyasztással hozható összefüggésbe. Ilyenek az egyén alacsony társadalmi és anyagi helyzete, hogy az illető férfi, valamint az 55 évesnél magasabb életkor. Azoknál az egyéneknél, akiknek kórelőzményében feji vagy nyaki rák szerepel, mintegy 25%-kal magasabb a kockázata annak, hogy újra hám eredetű rák (carcinoma) alakul ki a fejen, a nyakon vagy a tüdőben. Ez főleg annak tulajdonítható, hogy ezen a páciensek jelentős részénél a légutak és az emésztőrendszer, valamint a tüdő  hámja krónikusan (tartósan) az alkohol és a dohány rákkeltő (karcinogén) hatása alatt állt. Ilyen körülmények között területi változtató hatások léphetnek fel, amikor a hámszövetek nagyobb, élesen el nem határolt területein (diffúzan) diszplázia (elfajulás) alakulhat ki, ahol a rosszindulatú átalakulást kiváltó tényezőkkel szembeni ellenállás küszöbe alacsonyabb.  Ez a kockázat az alkoholizálás és a dohányzás megszüntetésével csökkenthető.

## Tünetek
A gégerák tünetei a daganat nagyságától és helyzetétől függenek. A tünetek között lehetnek a következők:
• Rekedtség vagy a beszédhang megváltozása
• Kellemetlen lehelet
• Daganat a nyakon
• Érzékenység/fájdalom vagy idegentest-érzés a torokban
• Makacs köhögés
• Stridor (sípoló légzés)
• Nehezített légzés
• Fülfájás (kisugárzó fájdalom)

## AzIncidencia (epidemiológia)
Az incidencia öt fő 100 000 lakosra, ami évente (12 500) új  esetet jelent  az (USA-ban). Az Amerikai Rák Egyesület ("The american Cancer Society”) becslése szerint 9510 férfi és nő (7700 férfi és 1810 nő) esetében ez a diagnózis, és 3740 férfi és nő halt meg gégerákban 2006-ban.
A Nemzeti Egészségügyi Intézetek (National Institutes of Health - NIH)  Ritka Betegségek Hivatala  (Office of Rare Diseases – ORD) a gégerákot a „ritka betegségek” csoportjába sorolja. Ez azt jelenti, hogy a gégerák 200 000-nél kevesebb embert érint  az Amerikai Egyesült   Államokban.
Évente mintegy 2200 embernél diagnosztizálnak gégerákot az Egyesült Királyságban (UK).

## Kórisme – Diagnózis
A kórismét az orvos a kórelőzmény, a fizikális vizsgálat és műszeres vizsgálatok alapján állapítja meg, mely utóbbiakhoz tartozik a mellkasröntgen, a CT vagy az MRI és a diagnosztikai célú szövetkimetszés (biopsia). A gége vizsgálata speciális jártasságot igényel így fül-orr-gégész szakorvos konzulens bevonására is szükség lehet.
A fizikális vizsgálat a beteg teljes körű vizsgálatát jelenti, annak megítélésére, hogy megítéljék a beteg általános egészségi állapotát és felismerjék a metasztázisok okozta jeleket és kóros eltéréseket. A nyak és a kulcscsont fölötti árok (fossa supraclavicularis) kitapintásával megérezhető a nyaki adenopátia (nyirokcsomó vagy mirigy duzzanat), az egyéb szövetszaporulatok valamint a gégei crepitus (ropogó hang).  A szájüreg és a szájgarat (pars oralis phyringis) vizsgálata közvetlen megtekintéssel történik. A gége vizsgálata történhet közvetett gégetükrözéssel , egy kisméretű, speciális, szögben hajlított hosszú nyelű tükör segítségével (az eszköz a fogászatban használt tükrökhöz hasonló), erős megvilágítás  mellett. Az indirekt gégetükrözés nagyon hatékony lehet, de speciális eljárási ismereteket és gyakorlatot igényel ahhoz, hogy megbízható eredményeket adjon. Ennek érdekében a  klinikus szakorvosok jelenleg általában hajlékony, száloptikás eszközöket használnak (orrüregen keresztül bevezethető endoszkóp), amelyek az orrnyílásokon át bevezetve világos képet adnak az egész garatról és a gégéről. Az orron keresztüli (nasalis) endoszkópia gyors és könnyű eljárás a klinikumban. Helyi érzéstelenítő spray használata szükséges lehet a garatreflexek kiiktatására.  
Ha fennáll a rák gyanúja, biopsziát végeznek, általános érzéstelenítés alatt. Ez pontos szövettani diagnózist szolgáltat a rák jelenlétéről és annak stádiumáról is. Ha az elváltozás még kis méretű és jól körülírtnak látszik, a sebész teljes kimetszéses biopsziát végezhet, ami azt célozza, hogy a daganat eltávolításra is kerüljön már az első próbakimetszés alkalmával.  Ebben az esetben a patológus nem csak a diagnózist erősítheti meg, de véleményt alkothat a kimetszés teljességéről is, azaz arról, hogy a daganat valóban teljes egészében eltávolításra került. A  légcső és a nyelőcső teljes endoszkópos vizsgálatát gyakran a biopszia alkalmával végzik el.
Kisméretű gégedaganatoknál a további megtekintéses vizsgálat szükségtelen lehet. A daganat kiterjedésének és stádiumának megállapítását, és bármelyik nyaki nyirokcsomó megnagyobbodásának észlelését a feji és nyaki tájékok scannelése (lepásztázása) teszi teljessé.
A végső eljárás tervezése a daganat helyétől és stádiumától (súlyosságának fokozatától, azaz nagyságától, nyirokcsomói és távoli áttéteitől), valamint szövettani típusától függ.  A páciens általános egészségi állapotát és a beteg saját akaratát is figyelembe kell venni.

## Kezelés
A specifikus kezelés a daganat elhelyezkedésétől, típusától és stádiumától függ.  A kezelés lehet sebészeti műtét, sugárterápia, kemoterápia, külön vagy kombináltan. Olyan speciális eljárásokról van szó, amelyek megkövetelik a fül-orr-gégész sebészek és az onkológusok együttes tapasztalatának hasznosítását és szoros együttműködésüket.

## Fordítás
- Ez a szócikk részben vagy egészben  a   Laryngeal cancer című angol Wikipédia-szócikk ezen változatának fordításán alapul.  Az eredeti cikk szerkesztőit annak laptörténete sorolja fel. Ez a jelzés csupán a megfogalmazás eredetét és a szerzői jogokat jelzi, nem szolgál a cikkben szereplő információk forrásmegjelöléseként.